# ماء الحياة (فرنسي)
ماء الحياة (بالفرنسية: Eau-de-vie)‏ هو بِرنديّ فاكهة شفاف لا لون له يُصنع عن طريق التخمير والتقطير المزدوج. عادة ما تكون طعمة الفاكهة خفيفة للغاية.
يشير مسمى ماء الحياة في البلدان الناطقة باللغة الإنجليزية إلى مشروب مقطر مصنوع من فاكهة غير العنب. قد تكون المصطلحات المماثلة ترجمات محلية أو قد تحدد الفاكهة المستخدمة في إنتاجها. لا يُنتج في فرنسة فحسب بل في بلدان أُخَر مثل الشَّنَبص الألمانيي و الراكي التركية ووالراكية البلقانية. أما في الفرنسية فإن ماء الحياة هو مصطلح عام للمشروبات المقطرة.